# Marianne Kiefer
Marianne Kiefer (* 3. September 1928 in Dresden; † 4. Januar 2008 in Kreischa) war eine deutsche Schauspielerin und Moderatorin, die vor allem in der DDR auf der Bühne und beim Film arbeitete. Bekanntheit erlangte sie als Tante Paula Zipfel in der Lustspielreihe Maxe Baumann und an der Seite von Helga Göring und Ingeborg Krabbe durch ihre Rolle der Olga Knopf in der Fernsehreihe Drei reizende Schwestern. In ihrer Karriere wirkte sie in etlichen Theaterinszenierungen und in über 50 Film- und Fernsehproduktionen.

## Leben
Marianne Kiefer wurde im September 1928 als Tochter eines Künstlerehepaares in Dresden geboren. Anfang 1945 arbeitete sie als Tanzsoubrette in Dresden, gefolgt von Stationen in Köthen, Eisleben und Tourneen durch Deutschland. 1968 wurde sie Mitglied des Ensembles des Berliner Friedrichstadtpalastes. Später war sie Mitglied des Schauspielerensembles des Fernsehens der DDR, wo sie vor allem in komödiantischen Rollen, wie die der Tante Paula Zipfel in der Lustspielreihe Maxe Baumann mit Gerd E. Schäfer in der Titelrolle, zu sehen war. Bekanntheit erlangte sie vor allem in der Fernsehreihe Drei reizende Schwestern, wo sie von 1984 bis 1991 an der Seite von Helga Göring und Ingeborg Krabbe in einer durchgehenden Hauptrolle als „reizende Schwester“ Olga Knopf spielte. Häufig stand sie mit Herbert Köfer vor der Kamera, etwa in den für das Fernsehen der DDR produzierten Bühnen-Komödien Das Wunschkind, Heiraten/weiblich und Das Gesellenstück. Fünf Mal war sie Gastgeberin der Samstagabend-Show Ein Kessel Buntes.
Nach der Wende blieben Rollenangebote zunächst aus; ab 1991 trat sie nicht mehr in Fernsehrollen auf. 1992 trat Kiefer in der Talkshow Boulevard Bio auf, in der sie von ihrer schlechten Arbeitslage nach der Wende erzählte. Dieser Auftritt machte sie in den alten Bundesländern bekannt und bekam noch im selben Jahr als Wirtin Charlotte die Moderation für die NDR-Show Freut Euch des Nordens, die sie bis 2003 ausführte. Sie erhielt in den 1990ern auch Gastrollen in Fernsehserien, etwa in der ProSieben-Serie Glückliche Reise und in der ZDF-Familienserie Immenhof.

Mitte der 1990er Jahre konzentrierte sie sich wieder verstärkt auf ihre Arbeit auf der Bühne. In verschiedenen Programmen der Komödie Dresden und anderer Theater bewies sie weiterhin ihre schauspielerischen Fähigkeiten im Komödienfach. 1996 erschien unter dem Titel Das wäre doch gelacht! Erinnerungen im Ullstein Verlag eine Autobiografie Kiefers. 2004 hatte sie als lebenslustige Rosie in dem Stück Du bist nur zweimal jung, einem Lustspiel von Ron Aldrige, ihre letzte große Theaterrolle an Köfers Komödiantenbühne.

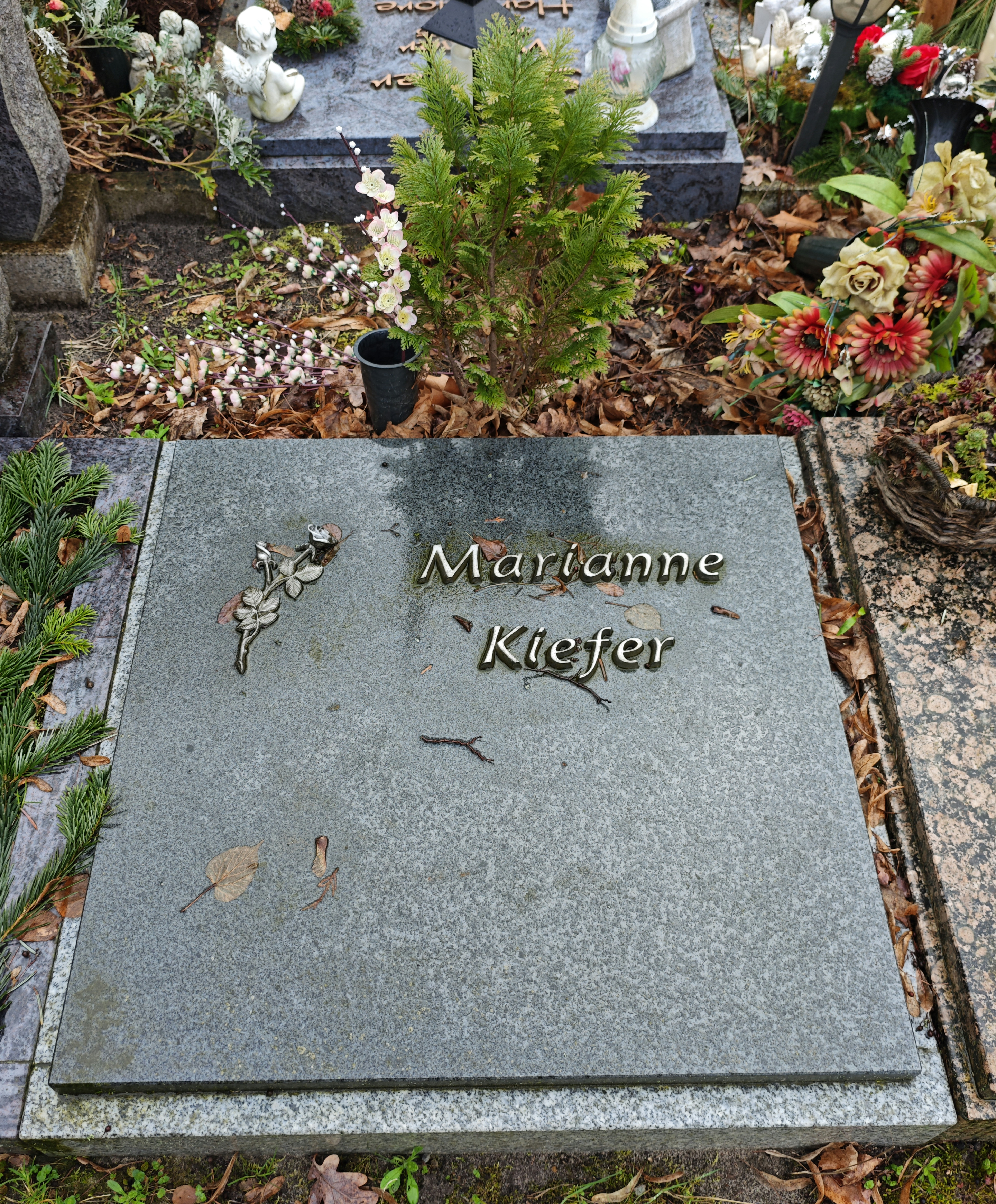
Grab der Marianne Kiefer

Marianne Kiefer, die zuletzt in einem Seniorenstift in Zeuthen lebte, starb im Alter von 79 Jahren in einer Reha-Klinik in Kreischa an den Folgen einer langen schweren Diabetes-Erkrankung. Sie wurde auf dem Friedhof von Zeuthen in Brandenburg beigesetzt.

## Filmografie

### Filme
- 1970: Der Schein trügt
- 1972: Florentiner 73
- 1972: Die Mitternachtsfalle
- 1973: Bitte, recht freundlich!
- 1973: Abseits – Die Bremsers machen Urlaub
- 1973: Reizende Ferien
- 1974: Das Wunschkind
- 1974: Cibulka heiratet
- 1974: Neues aus der Florentiner 73
- 1974: Alle Haare wieder
- 1975: Heiraten/weiblich
- 1975: Büttners Truhe
- 1975: Das große ABC (Monsieur Topaze)
- 1975: Toggenburger Bock
- 1976: Nicht kleinzukriegen
- 1976: Ein altes Modell
- 1977: Das Lügentrio
- 1977: Wen der Hafer sticht
- 1977: Zu zweit (k)ein Problem
- 1978: Ich bin nicht meine Tante
- 1978: Ein gemütlicher Abend
- 1979: Tatzeit 19.00 Uhr
- 1979: Irrtum ausgeschlossen
- 1979: Kille, kille Händchen
- 1980: Niemand liebt dich – wieso ich?
- 1980: Nicht verzagen, Trudchen fragen
- 1981: Doppelt gebacken
- 1982: Schöne Aussichten
- 1982: So ein Haustheater
- 1983: Haste Töne
- 1984: Urlaub mit Nackenstützen
- 1985: Müllers kommen
- 1985: Leo und sein Gartenzaun
- 1986: Das Gesellenstück
- 1987: Der Schulweg
- 1988: Mensch, mein Papa...!
- 1990: Der Westminster-Gong

### Fernsehserien und -reihen
- 1975: Broddi (Folge Der Tischherr)
- 1977: Zur See (Folge Die Hochzeitsüberraschung)
- 1981: Ein Engel im Taxi (3 Folgen)
- 1981: Maxe Baumann: Maxe in Blau
- 1982: Maxe Baumann: Max bleibt am Ball
- 1984: Familie intakt: Reizende Ferien
- 1984–1991: Drei reizende Schwestern
  - 1984: Familienfest mit Folgen
  - 1985: Ein Mann fürs Leben
  - 1986: Eine alte Fregatte
  - 1987: Trick 17
  - 1988: Willkommen im Rampenlicht
  - 1990: Das blaue Krokodil
  - 1991: Ein Hauch von Alpenglüh’n
- 1987: Maxe Baumann aus Berlin
- 1987: Polizeiruf 110: Die letzte Kundin
- 1989: Rita von Falkenhain (5 Folgen)
- 1993: Glückliche Reise – Sun City
- 1994: Immenhof (2 Folgen)
- 1994: Zwei alte Hasen (Folge Ein linkes Ding)

## Autobiografie
- Das wäre doch gelacht! Erinnerungen. Aufgezeichnet von Alex Wolf. Ullstein Verlag, Frankfurt/Main 1996, ISBN 3-548-35619-2.

## Dokumentarfilme
- Ein Abend für Marianne Kiefer. Dokumentarfilm, Deutschland, 2018, 90 Min., Produktion: MDR, Reihe: Damals war’s – Legenden, Erstsendung: 2. September 2018 beim MDR, Inhaltsangabe bei fernsehserien.de.